# Gando (Togo)
Pour les articles homonymes, voir Gando.
Gando ou Gando-Namoni est une petite ville située au Nord-Togo à environ 537 km de Lomé et 45 km de Mango au sud-est. Elle est le chef-lieu de la préfecture de l’Oti-sud depuis 2016 et de la commune Oti-Sud 1.

## Géographie

### Situation géographique
Gando est le chef-lieu de la préfecture de l'Oti-Sud. Elle est située au Nord-Est de la Région des Savanes à environ 112 km de la ville de Dapaong.

### Population
La population actuelle de Gando est de plus de 16346 habitants au dernier Recensement général de la population et de l'habitat (RGPH5). Cette population est majoritairement d'ethnie Gangam. On y trouve également les anoufoh, les moba, les yoruba et les foulani.

## Économie
La majorité de la population de Gando pratique l'agriculture et le commerce. Le grand marché de Gando qui s'anime tous les samedi est un lieu de rencontre entre vendeurs et acheteurs venus de plusieurs localités du Togo, du Bénin, du Ghana et même du Burkina Faso.
Les paysans viennent vendre les céréales, les tubercules d'igname, les volailles, les bovins, les caprins. Après la vente, ils se procure les articles de tout genre vendus par les commerçants venus de Sokodé (savons), Kara(ustensiles de cuisine), Dapaong et Mango.
L'agriculture est dominée par la production du maïs, du sorgho, du mil, de l'igname, du coton, du riz.
L'élevage reste traditionnelle. On y trouve les bovins, caprins, des porcs, des poulets et surtout des pintades.

## Histoire
Gando est une très ancienne ville fondée par le peuple gangam. Le peuple gangam est un peuple du nord du Togo résidant dans la pleine du fleuve Oti. Les gangam encore appelés dyè ou Binumb est un peuple autochtone par opposition aux autres peuples de la vallée de l'Oti qui sont les peuples allochtones (exemple des anoufoh venus de la Côte d'ivoire vers 1750). 
Selon la tradition populaire, à la suite de la fondation de Djiè-bouri berceau de la civilisation gangam, trois clans qui se sont installés successivement fondèrent la ville de Gando. Il s'agit des clans n'gnindé, namoni et gbateni. 

## Personnalités
- Fambaré Ouattara Natchaba (1945-2020), homme politique togolais né à Gando